# Orthacanthus
Orthacanthus ("espina recta") es un género extinto de tiburones Xenacanthiformes de agua dulce, nombrado por Louis Agassiz en 1836, que vivió desde el Carbonífero Superior hasta el Pérmico Inferior. Orthacanthus vivía en ambientes marinos y tenía un hábitat de vida nectobentónico, con una dieta carnívora. Múltiples fuentes también han descubierto evidencia de canibalismo en la dieta de Orthacanthus y de "canibalismo filial" donde Orthacanthus adultos se alimentaban de Orthacanthus juveniles. El género Orthacanthus ha sido sinónimo de Dittodus (Owen, 1867), Didymodus (Cope, 1883) y Diplodus (Agassiz, 1843).
Hace unos 260 millones de años, Orthacanthus fue un superpredador de pantanos de agua dulce y bayous en Europa y América del Norte. Los Orthacanthus adultos alcanzaron casi 3 metros de longitud. Los dientes de Orthacanthus tienen un mínimo de tres cúspides, dos cúspides principales y una cúspide intermedia, donde las cúspides principales son dentadas de forma diversa, con una morfología de base compleja. Además, Orthacanthus puede diagnosticarse mediante ejes transversales principales de extremos proximales en un ángulo de 45 grados y, a menudo, casi paralelos al margen labial de la base entre las cúspides. Los dientes deformados son característicos de los tiburones xenacantos y de Orthacanthus.

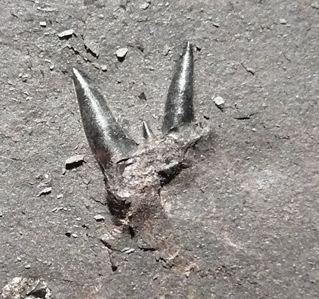
Un diente tricúspide de Orthacanthus de un esquisto bolsoviano en Whitehaven, Cumbria, Inglaterra. Encontrado por K & C Paxton

## Descripción
Los dientes más grandes de Orthacanthus compressus y Orthacanthus texensis se diferencian por un tubérculo basal más pronunciado en O. compressus. El tubérculo basal de una lima dental típica se encuentra en el botón apical del diente subyacente. Los dientes adultos más grandes de O. compressus tienen una base más ancha que larga, similar a O. texensis, y tienden a tener sierras en ambas carinas de cada cúspide, mientras que las carinas mediales de dientes adultos más pequeños no están aserradas. Los dientes juveniles de O. compressus son más largos que anchos, tienen una base más delgada y carecen de sierras, similares a los dientes de O. platypternus.
Orthacanthus platypternus de la capa Craddock Bonebed en Texas, EE. UU., muestra evidencia de resorción ósea y el equivalente de una "perla esmaltada". Algunas de las muestras de dientes encontradas en este lugar muestran evidencia de resorción. que no se ha observado previamente en otras faunas en el mismo lugar. Donde se espera que el tubérculo basal superyacente se reabsorba si los dientes experimentaran resorción, en su lugar se reabsorbe el botón apical.

### Dimorfismo sexual
La diferencia de características entre los dientes adultos grandes y pequeños de O. compressus podría indicar dimorfismo sexual.
Las espinas de O. platypternus que muestran de 3 a 4 capas de dentina se interpretan como subadultos o adultos jóvenes, y se separan en dos clases de tamaño donde las hembras tienen las espinas más grandes en comparación con los machos, lo que indica dimorfismo sexual.

## Especies
El género contiene tres especies:
- Orthacanthus arcuatus Newberry, 1856
- Orthacanthus cylindricus Agassiz, 1843
- Orthacanthus senckenbergianus